# Rhyacia griseoalba
Rhyacia griseoalba är en fjärilsart som beskrevs av Igor Kozhanchikov 1937. Rhyacia griseoalba ingår i släktet Rhyacia och familjen nattflyn. Inga underarter finns listade.